# 弋福
弋福（1455年—1502年），字高潔，山西承宣布政使司太原府代州人，明朝政治人物。

## 生平
山西鄉試第二十六名舉人。成化二十三年（1487年）中式丁未科會試第二百四十七名，三甲第八十六名進士，授官束鹿縣知縣。弘治十年（1497年）八月升廣東道監察御史。弘治十三年，孝宗因災異下詔求言，弋福上奏六事，皆切中時弊。弘治十五年（1502年）病卒，年僅四十八。

## 家族
曾祖弋良佐，贈大理寺少卿；祖父弋晉；父弋用澂，驛丞。母高氏。慈侍下。